# PC Partner
PC Partner est un fabricant de materiel informatique basé à Hong Kong, fondé en 1997.
L'entreprise fabrique notamment des cartes graphiques pour Sapphire Technology.